# Curcuma yunnanensis
Curcuma yunnanensis là một loài thực vật có hoa trong họ Gừng. Loài này được N. Liu & Sen Jen Chen mô tả khoa học đầu tiên năm 1987. Tên gọi trong tiếng Trung là 顶花莪术 (đính hoa nga thuật), nghĩa đen là nga truật hoa đỉnh.

## Từ nguyên
Tính từ định danh yunnanensis lấy theo tên tỉnh Vân Nam (tiếng Trung: 云南, bính âm: Yúnnán), nơi mẫu vật được thu thập.

## Phân bố
Loài này là bản địa miền tây tỉnh Vân Nam, Trung Quốc. Môi trường sống là khu vực cây bụi hoặc cỏ.

## Mô tả
Thân rễ  ruột màu xanh lục; rễ có củ ở đầu ngọn. Bẹ lá màu gỉ sắt; cuống lá 4,5–15 cm; phiến lá với vết mờ màu tía 2 cm ở giữa, thuôn dài đến hình mũi mác rộng, 45-50 × 13–15 cm, nhẵn nhụi, gân giữa màu xanh lục, đáy thon nhỏ dần, đỉnh hình đuôi. Cụm hoa đầu cành trên thân giả; cuống cụm hoa ~3,2 cm; cành hoa bông thóc hình trụ, 13-16 × 7-8,5 cm; lá bắc sinh sản màu xanh lục, màu tía nhạt ở mép và đỉnh, hình trứng-hình elip, ~5 × 2,3 cm; lá bắc mào màu tía sẫm trừ phần gốc màu trắng, thuôn dài, ~6 × 1,8 cm. Đài hoa màu trắng với đỉnh màu hồng, ~1,9 cm. Ống tràng hoa màu hồng, ~3,8 cm, có lông nhung ở họng; các thùy màu tía, gần tròn, ~1,1 × 1 cm. Các nhị lép bên màu vàng, gần hình trứng. Cánh môi màu vàng, hình trứng ngược, ~1,5 × 1,7 cm, đỉnh khía răng cưa. Chỉ nhị dẹt; bao phấn màu trắng, ~5 mm. Bầu nhụy có lông nhung. Ra hoa tháng 7. 2n = 63.